# 생태마을

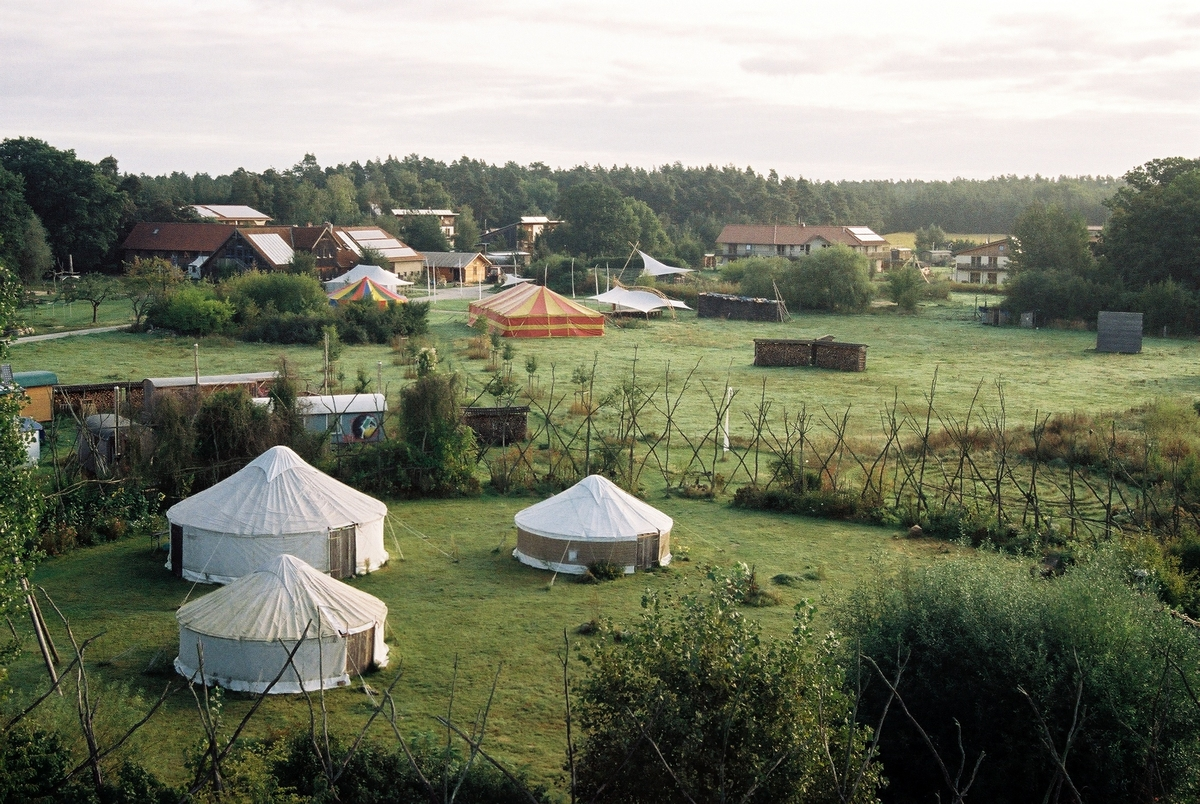
지벤 린덴 생태마을

생태마을, 에코마을, 에코빌리지(ecovillage)는 보다 사회적, 문화적, 경제적 및 환경적으로 지속 가능해지는 것을 목표로 하는 전통적이거나 의도적인 공동체이다. 생태마을은 주민들의 의도적인 물리적 설계와 행동 선택을 통해 자연 환경에 가능한 부정적인 영향을 최소화하기 위해 노력한다. 사회적, 자연적 환경을 재생하고 복원하기 위해 지역 소유의 참여 프로세스를 통해 의식적으로 설계되었다. 대부분의 인구는 50~250명이지만 일부는 더 작고 전통적인 생태마을은 훨씬 더 큰 경우가 많다. 더 큰 생태마을은 종종 더 작은 하위 공동체의 네트워크로 존재한다. 일부 생태마을은 같은 생각을 가진 개인, 가족 또는 적어도 처음에는 회원이 아닌 기타 소그룹이 생태마을 주변에 정착하고 사실상 지역 사회에 참여함으로써 성장했다. 현재 전 세계적으로 10,000개가 넘는 생태마을이 있다.
생태마을 사람들은 공유된 생태적, 사회경제적, 문화정신적 가치로 연합된다. 구체적으로 생태마을 주민들은 생태학적으로 파괴적인 전기, 물, 교통, 폐기물 처리 시스템뿐만 아니라 이를 반영하고 지원하는 더 큰 사회 시스템에 대한 대안을 모색한다. 많은 사람들은 전통적인 형태의 공동체 붕괴, 낭비적인 소비주의적 생활 방식, 자연 서식지 파괴, 도시의 확장, 공장식 농업, 화석 연료에 대한 과도한 의존 등을 생태학적 재앙을 막고 더욱 풍요롭고 만족스러운 삶의 방식을 창출하기 위해 변화해야 하는 추세로 본다.
생태마을 사람들은 생태학적 영향이나 재생 영향이 최소화된 소규모 커뮤니티를 대안으로 제공한다. 그러나 그러한 공동체는 종종 자체 네트워크를 통해 동료 마을과 협력한다(예를 들어 글로벌 생태마을 네트워크(GEN) 참조). 이러한 집단 행동 모델은 전 세계적으로 상품의 공정한 거래를 지원하는 "1만개 마을"(Ten Thousand Villages)의 모델과 유사하다.
생태마을의 개념은 지난 수십 년 동안 이러한 공동체의 놀라운 성장과 발전에서 알 수 있듯이 시간이 지남에 따라 상당한 발전을 거쳤다. 생태마을의 다양한 측면에는 커뮤니티 모델 사례 연구, 다양한 요구에 대한 지속 가능성 조정에 대한 논의, 환경 영향 검토, 거버넌스 구조 탐구, 성공적인 생태마을을 향한 길에서 직면하는 과제에 대한 고려가 포함된다.

## 같이 보기
- 심층생태주의
- 생태여성주의
- 생태관광
- 전원도시
- 생태도시
- 녹색 발전
- 의도적 공동체